# 罗歇·迪克雷
罗歇·迪克雷（法語：Roger Ducret，1888年4月2日—1962年1月8日），法国男子击剑运动员。他曾参加1920年、1924年和1928年的夏季奥林匹克运动会，共获得3枚金牌，4枚银牌和1枚铜牌。